# Methanselenol
Methanselenol je organická sloučenina selenu se vzorcem CH3SeH, nejjednodušší selenol.
Připravuje se reakcí methyllithia nebo methylového Grignardova činidla se selenem a protonací takto vytvořeného produktu.
Methanselenol je metabolitem dalších sloučenin selenu.
V infračerveném spektru má pás νSe-H = 2342 cm−1; jeho analogy mají νE-H = 1995 (methantellurol), 2606 (methanthiol), a 3710 cm−1 (methanol).